# Acherontia moira
Acherontia moira är en fjärilsart som beskrevs av Franz Dannehl 1925. Acherontia moira ingår i släktet Acherontia och familjen svärmare. Inga underarter finns listade i Catalogue of Life.